# La Canourgue
La Canourgue (of La Canorga in het Occitaans) is een gemeente in het Franse departement Lozère (regio Occitanie). De gemeente telde 2.095 inwoners op 1 januari 2022. De plaats maakt deel uit van het arrondissement Mende.

## Geschiedenis
In de 5e of 6e eeuw werd de Abdij Saint-Martin de La Canourgue gesticht die vanaf de 8e eeuw bekend werd als bedevaartsoord. In de middeleeuwen was de stad volledig ommuurd en gebouwd rond een feodaal kasteel en de collegiale kerk Saint-Martin. De streek telde talrijke wijngaarden. Op de Urugne werkten meer dan twintig watermolens, waar meel, parelgort en olie uit noten werd gemalen. De molens dienden ook voor de wolnijverheid, die bloeide vanaf de 16e eeuw. Na 1770 werd de stadsmuur met daarin twee poorten gesloopt en verrezen huizen op het tracé van de muur, de Tour de Ville. Rond die tijd beleefde de wolnijverheid een crisis door de import van goedkope Britse wol. Vanaf 1850 werden zijderupsen gekweekt. Vanaf 1890 leefde de economie weer op met de verwerking van schapenhuiden. Die nijverheid verdween halfweg de 20e eeuw. Ook de wijnbouw verdween bijna volledig.
In 1972 fuseerde La Canourgue met de buurgemeenten La Capelle, Montjézieu en Auxillac. Vanaf 1990 begon de bevolking weer te groeien door het toerisme en de komst van enkele grotere bedrijven.

## Geografie
De oppervlakte van La Canourgue bedroeg op 1 januari 2022 104,29 vierkante kilometer; de bevolkingsdichtheid was toen 20,1 inwoners per km².
De Urugne, een zijrivier van de Lot, stroomt door de gemeente. La Canourgue ligt aan de voet van het kalkstenen plateau Causse de Sauveterre, deel van de Grands Causses.
De autosnelweg A75 loopt door de gemeente.
De onderstaande kaart toont de ligging van La Canourgue met de belangrijkste infrastructuur en aangrenzende gemeenten.

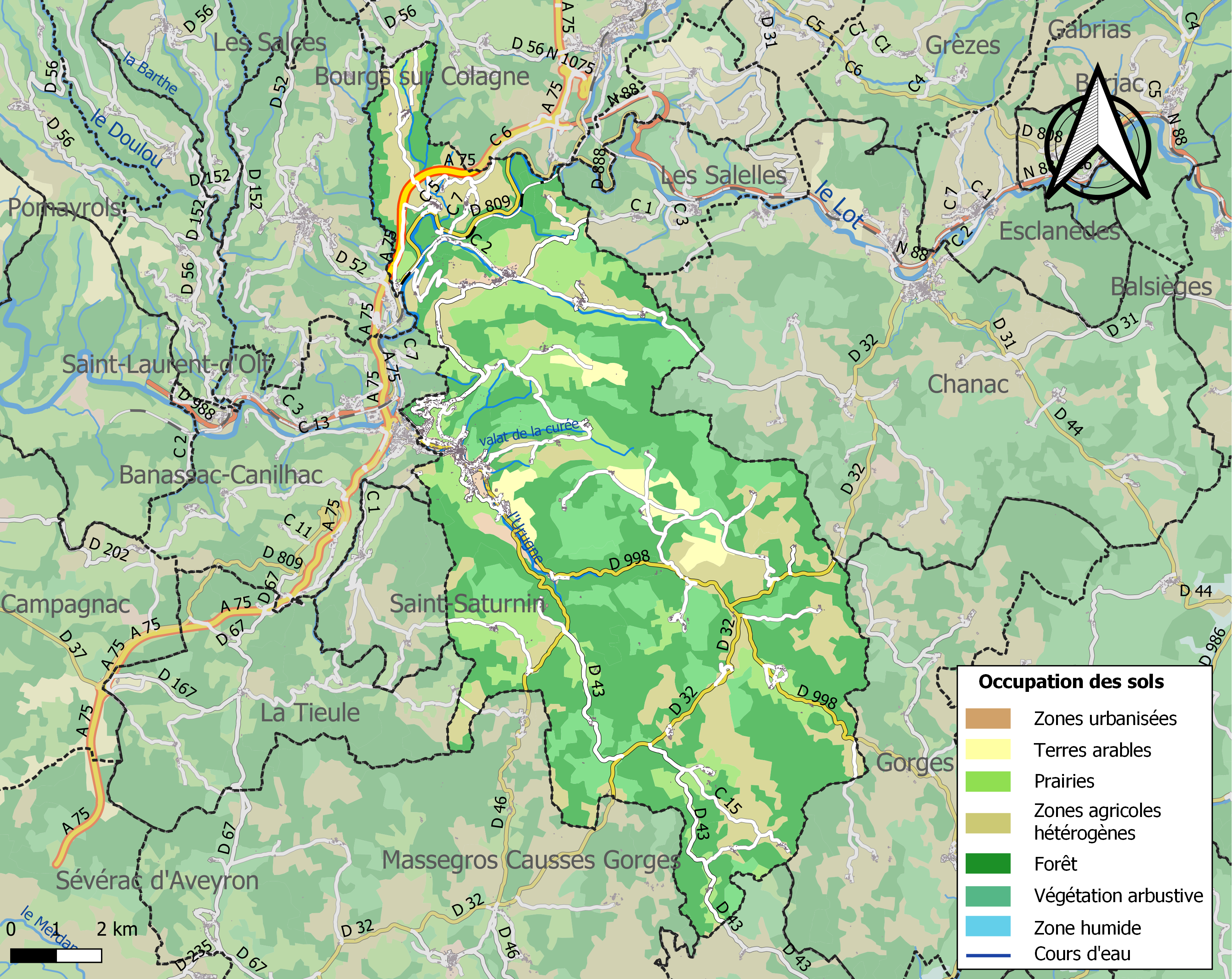

## Demografie
Onderstaande figuur toont het verloop van het inwonertal (bron: INSEE-tellingen).